# William Trufant Foster
William Turfant Foster, född 18 januari 1879 i Boston, död 8 oktober 1950, var en amerikansk ekonom och pedagog.
William Trufant Foster skrev studentlitteratur i olika ämnen. Tillsammans med Waddill Catchings skrev han från 1923 ett flertal arbeten rörande penning- och konjunkturpolitik.